# Po Chongchan
Po Chongchan (? - ?) là một lãnh tụ tự xưng của tiểu quốc Panduranga vào năm 1796.

## Tiểu sử
Không có nhiều sử liệu về lai lịch của Po Chongchan ngoài sự kiện ông được hoàng đế Thái Đức lập làm quốc vương Panduranga để làm đối trọng Po Ladhuanpuguh - nhà cai trị thực sự của Panduranga nhưng do chúa Nguyễn Ánh dựng lên. Có thể Po Chongchan là người mang huyết thống vương tộc như Po Tisuntiraidapuran, nhưng việc ông chịu sự kiểm soát của nhà Tây Sơn khiến phe chúa Nguyễn không muốn ủng hộ.
Vào năm 1796, Po Chongchan theo quân Tây Sơn tiến công Băl Canar để chiếm vương vị, nhưng bị Po Saong Nyung Ceng đánh lui. Sự thất thế liên tiếp của nhà Tây Sơn dưới triều Quang Toản cũng là nguyên cớ khiến Po Chongchan lỡ mất cơ hội đoạt ngôi. Panduranga dưới sự cai trị của Po Saong Nyung Ceng ngày càng tỏ ra quật khởi và tự cường, càng gần về cuối triều Tây Sơn thì tiềm lực của họ càng được củng cố, đã có lúc tưởng chừng phủ thành Quy Nhơn đã sa vào tay liên quân Nguyễn và Panduranga. Và từ khi ấy, sử ký không còn nhắc đến nhân vật này, ông sinh thác năm nào vẫn còn là ẩn số.

## Dấu ấn
Nhiều sử ký cùng luận văn nghiên cứu thường nhầm Po Chongchan với Po Saong Nyung Ceng.